# Station Viviers-du-Lac
Station Viviers-du-Lac is een spoorwegstation in de Franse gemeente Viviers-du-Lac.